# روبرتو فرناندز (بازیکن فوتبال، زاده ۲۰۰۲)
روبرتو فرناندز (انگلیسی: Roberto Fernández؛ زادهٔ ۳ ژوئیهٔ ۲۰۰۲) بازیکن فوتبال اهل اسپانیا است که در حال حاضر برای اسپانیول در پست مهاجم بازی می‌کند.
از باشگاه‌هایی که در آن بازی کرده است می‌توان به مالاگا، بارسلونا اتلتیک و براگا اشاره کرد.
وی همچنین در تیم ملی فوتبال زیر ۲۱ سال اسپانیا بازی کرده است.

## دوران باشگاهی

### مالاگا
روبرتو فرناندز در پوئنته خنیل، استان کوردوبا در اندلس به دنیا آمد و در رده‌های پایه برای باشگاه‌های پوئنته خنیل، کوردوبا، سویا و مالاگا بازی کرد. در ۴ دسامبر ۲۰۲۰، زمانی که همچنان بازیکن رده جوانان بود، قرارداد خود را با مالاگا تا سال ۲۰۲۴ تمدید کرد.
در ۱۶ اوت ۲۰۲۱، پیش از آنکه حتی برای تیم دوم مالاگا بازی کرده باشد، برای نخستین‌بار در ترکیب تیم اصلی به میدان رفت و در تساوی بدون گل خانگی برابر میراندس در سگوندا دیویسیون به‌عنوان بازیکن فیکس بازی کرد. شش روز بعد، نخستین گل حرفه‌ای‌اش را در تساوی ۲–۲ خارج از خانه مقابل ایبیزا به ثمر رساند.
در ۲۲ ژوئیه ۲۰۲۲، فرناندز با قراردادی قرضی یک‌ساله به بارسلونا پیوست و در آغاز به بارسلونا اتلتیک در پریمیرا فدراسیون ملحق شد. پس از بازگشت، به بازیکنی ثابت برای مالاگا بدل شد و در فصل پریمیرا فدراسیون ۲۴–۲۰۲۳ در مجموع ۲۰ گل به ثمر رساند تا این تیم در اولین تلاش، به سگوندا دیویسیون بازگردد.

### براگا
در ۹ ژوئیه ۲۰۲۴، فرناندز برای نخستین‌بار راهی فوتبال خارج از اسپانیا شد و با باشگاه براگا در لیگ برتر پرتغال قراردادی پنج‌ساله امضا کرد. مبلغ این انتقال ۱٫۸ میلیون یورو به‌علاوه ۱٫۲ میلیون یورو متغیر اعلام شد. او در ۱۵ اوت نخستین گل خود برای براگا را وارد دروازهٔ سروت کرد؛ گلی که دومین گل تیمش در پیروزی ۲–۱ خارج از خانه در چارچوب لیگ اروپا بود.

### اسپانیول
در ۱۴ ژانویه ۲۰۲۵، فرناندز به‌طور قرضی تا پایان فصل لالیگا ۲۵–۲۰۲۴ به باشگاه اسپانیول پیوست. او سه روز بعد در نخستین بازی خود در این رده، گل پیروزی‌بخش تیمش را در برد ۲–۱ خانگی برابر رئال وایادولید به ثمر رساند.
در ۲۷ ژوئن ۲۰۲۵، فرناندز با قراردادی شش‌ساله به‌طور دائم به اسپانیول پیوست؛ قراردادی که طی آن این باشگاه مالک ۵۰٪ از حقوق اقتصادی او شد.